# Білий тигр (родовище)

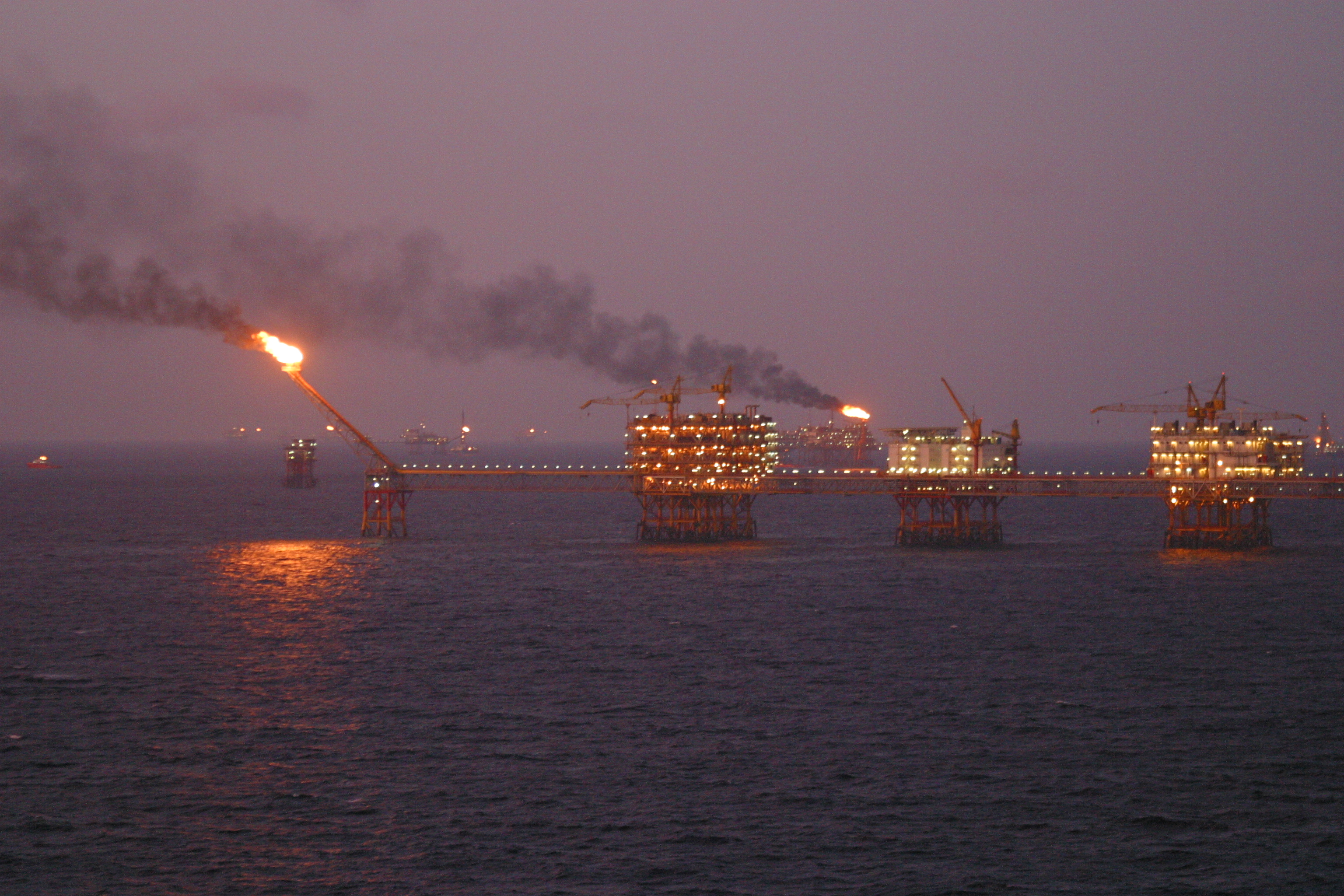
Нафтова вишка біля берега Вунгтау

Білий тигр (родовище), Батьхо (в'єтн. Bạch Hổ) — шельфове нафтове родовище В'єтнаму.
Розташоване за 200 км на схід від Хошиміна на шельфі Південно-Китайського моря.
Відкрито у лютому 1975 року компанією Mobil. Промисловий видобуток почався 1986 року. Початкові запаси нафти оцінювалися в 191,1 млн тонн.
Нафтогазоносність пов'язана з міоценовими та олігоценовими відкладами рифтової зони та крейдовими юрськими відкладами гранітної інтрузії, відкрита у 1988 році нафтовою компанією В'єтсовпетро. Поклади розташовані на глибині понад 3000 м.
Оператором родовища є спільна російсько-в'єтнамська нафтова компанія В'єтсовпетро. Видобуток нафти на Батьхо склав у 2008 році 6,2 млн тонн.